# 日本建築学会作品選奨
日本建築学会作品選奨（にほんけんちくがっかいさくひんせんしょう）は、1995年に創設された賞である。一般社団法人日本建築学会が発行するその年の作品選集に掲載された作品であって、学術・技術・芸術の総合的視点からみて、特に優れたものを対象とする。毎年12作品が選出され、賞楯・銘板が贈られる。

## 歴代受賞作品・受賞者
| 受賞回                                                                                 | 作品名                                                                     | 受賞者(所属) |
| -------------------------------------------------------------------------------------- | -------------------------------------------------------------------------- | --- |
| 2025年                                                                                 | 五島つばき蒸溜所                                                           | 石飛亮・東郷拓真 |
| 2025年                                                                                 | PRISM Inn Ogu                                                              | 伊藤博之・上原絢子・多田脩二 |
| 2025年                                                                                 | 熊本地震震災ミュージアム KIOKU                                             | 大西麻貴・百田有希 |
| 2025年                                                                                 | エスコンフィールド HOKKAIDO                                                | 小林利道・一居康夫・一瀬直樹・海老原浩雄・伊藤昇・塩田一弥・冨澤健・榎本浩之・長屋圭一・柏俣明子・佐藤朋成・田中嘉一・齋藤元嗣・乾智洋・木村寛之・和田一・中山和樹・加藤隆矢・荻原明日菜・岩井洋・飛世翔 |
| 2025年                                                                                 | 石巻市震災遺構門脇小学校                                                   | 佐藤光彦・鈴木弘二 |
| 2025年                                                                                 | 国東市鶴川商店街周辺拠点施設                                               | 塩塚隆生 |
| 2025年                                                                                 | 日本女子大学百二十年館・杏彩館                                             | 妹島和世・棚瀬純孝・根岸健一・重松英幸・中澤綾・吉村環紀 |
| 2025年                                                                                 | 花重リノベーション                                                         | 高野洋平・森田祥子・金田充弘・鈴木芳典・椎原晶子 |
| 2025年                                                                                 | 富山県創業支援センター／創業・移住促進住宅 SCOP TOYAMA                     | 仲俊治 |
| 2025年                                                                                 | 鹿島市民文化ホール SAKURAS                                                 | 古谷誠章・桔川卓也・狩野広行・山田章人 |
| 2025年                                                                                 | 松原児童青少年交流センターmiraton(ミラトン)・松原テニスコート              | 御手洗龍 |
| 2025年                                                                                 | 52間の縁側                                                                 | 山﨑健太郎 |
| 2024年                                                                                 | 土生公民館                                                                 | 赤松佳珠子・大村真也・山田憲明 |
| 2024年                                                                                 | 三組坂flat                                                                 | 伊藤博之・上原絢子・多田脩二 |
| 2024年                                                                                 | GOOD CYCLE BUILDING 001 淺沼組名古屋支店改修PJ                             | 川島範久・石原誠一郎・長谷川清・國友拓郎 |
| 2024年                                                                                 | 石川県立図書館                                                             | 仙田満・金箱温春 |
| 2024年                                                                                 | 古平町複合施設 かなえーる                                                  | 高橋章夫・杉野宏樹・小山智子・藤間一憲・山本進 |
| 2024年                                                                                 | みなみあいづ森と木の情報・活動ステーション きとね                          | 滑田崇志・斉藤光 |
| 2024年                                                                                 | 甲陽園の家                                                                 | 畑友洋・萬田隆 |
| 2024年                                                                                 | ケーブルカー                                                               | 藤野高志 |
| 2024年                                                                                 | santo                                                                      | 前田圭介 |
| 2024年                                                                                 | 歳吉屋 －BYAKU Narai－                                                     | 美島康人・長谷川裕馬・吉本晃一朗 |
| 2023年                                                                                 | 共愛学園前橋国際大学5号館 KYOAI GLOCAL GATEWAY                             | 赤松佳珠子・大村真也・小西泰孝 |
| 2023年                                                                                 | 新宿住友ビル リ・イノベーションプロジェクト                                | 芦田智之・恩田聡・村上博昭・宇田川貴章・上甲孝・管貴彦・島村高平 |
| 2023年                                                                                 | 那須塩原市図書館 みるる                                                    | 伊藤麻理・金箱温春 |
| 2023年                                                                                 | 佳水園 ウェスティン都ホテル京都                                            | 稲葉一秀・中村拓志 |
| 2023年                                                                                 | 飯能商工会議所                                                             | 野沢正光・稲山正弘 |
| 2023年                                                                                 | 高床の家                                                                   | 福島加津也・中谷礼仁・山田憲明・中川純 |
| 2023年                                                                                 | 阿久根市民交流センター｢風テラス あくね｣                                    | 古谷誠章・杉下浩平・狩野広行 |
| 2023年                                                                                 | 同志社香里中学校・高等学校メディアセンター「繋真館」                       | 八木佐千子・上垣内伸一・満田衛資 |
| 2023年                                                                                 | MUNI KYOTO                                                                 | 安田幸一・金箱温春・柿沼整三 |
| 2023年                                                                                 | 新宮市文化複合施設「丹鶴ホール」                                           | 安田俊也・篠﨑亮平・笹岡歩・内村梓 |
| 2022年                                                                                 | 山元町役場                                                                 | 赤松佳珠子・大村真也 |
| 2022年                                                                                 | 大宮区役所・大宮図書館                                                     | 工藤和美・伊藤彰彦・伊勢季彦・村瀬宏典 |
| 2022年                                                                                 | NICCA イノベーションセンター                                               | 小堀哲夫 |
| 2022年                                                                                 | 銘建工業本社事務所                                                         | 末廣香織・末廣宣子・桝田洋子・佐藤寛之・宮本悠子・大村紋子 |
| 2022年                                                                                 | 日本女子大学図書館                                                         | 妹島和世 |
| 2022年                                                                                 | 松原市民松原図書館                                                         | 高野洋平・森田祥子・金田充弘・荻原廣高 |
| 2022年                                                                                 | 横浜市役所                                                                 | 髙橋健人・酒向昇・船山哲郎・槇文彦 |
| 2022年                                                                                 | The Okura Tokyo / 大倉集古館                                               | 谷口吉生・田口晃・高橋秀秋・舌忠之・北村浩・国保潤・小坂幹 |
| 2022年                                                                                 | 神水公衆浴場                                                               | 西村浩・竹味佑人・黒岩裕樹 |
| 2022年                                                                                 | LOVE2 HOUSE                                                                | 保坂猛 |
| 2022年                                                                                 | 福田美術館                                                                 | 安田幸一 |
| 2022年                                                                                 | 釜石市民ホール TETTO                                                       | ヨコミゾマコト |
| 2021年                                                                                 | 新型コロナウイルスの影響により中止のため該当なし。                         | |
| 2020年                                                                                 | コロナ電気 新社屋工場1＋2期                                                | 井坂幸恵 |
| 2020年                                                                                 | 延岡駅周辺整備プロジェクト                                                 | 乾久美子 |
| 2020年                                                                                 | 渋谷ストリーム                                                             | 遠藤郁郎・酒井良仁・赤松佳珠子 |
| 2020年                                                                                 | 龍谷大学 大宮キャンパス 東黌                                               | 岡田泰典・近藤努・金井田雄介 |
| 2020年                                                                                 | 門脇邸                                                                     | 門脇耕三 |
| 2020年                                                                                 | YUKISHIMO-K                                                                | 可児公一・植美雪 |
| 2020年                                                                                 | 須賀川市民交流センター tette                                               | 佐藤維・十河一樹・畝森泰行 |
| 2020年                                                                                 | K2 house                                                                   | 下吹越武人 |
| 2020年                                                                                 | むく保育園                                                                 | 手塚貴晴・手塚由比・大野博史 |
| 2020年                                                                                 | La･La･Grande GINZA                                                         | 中藤泰昭・高岩遊・今村水紀 |
| 2020年                                                                                 | 近畿大学 ACADEMIC THEATER（1～5号館）／国際学部棟（18号館）                | 畠山文聡・岡俊徳・伊藤裕也 |
| 2020年                                                                                 | 大船渡消防署住田分署                                                       | 安原幹・日野雅司・栃澤麻利・佐藤淳 |
| 2019年                                                                                 | 辰巳アパートメントハウス                                                   | 伊藤博之・佐藤淳 |
| 2019年                                                                                 | 北方町庁舎                                                                 | 宇野享・良知康晴・金田勝徳・渡辺忍 |
| 2019年                                                                                 | Good Job! Center KASHIBA, Good Job! Center KASHIBA/STUDIO                  | 大西麻貴・百田有希 |
| 2019年                                                                                 | 東松島市立宮野森小学校                                                     | 工藤和美・堀場弘・菅野龍・佐藤淳 |
| 2019年                                                                                 | 佐賀県歯科医師会館                                                         | 坂本一成・久野靖広・小滝健司 |
| 2019年                                                                                 | 竹田市立図書館                                                             | 塩塚隆生 |
| 2019年                                                                                 | めぐみ会第一仏光こども園新園舎                                             | 瀬戸健似・近藤創順 |
| 2019年                                                                                 | 空の森クリニック                                                           | 手塚貴晴・手塚由比・大野博史 |
| 2019年                                                                                 | コープ共済プラザ                                                           | 羽鳥達也 |
| 2019年                                                                                 | 陸前高田市立高田東中学校                                                   | 日野雅司・栃澤麻利・安原幹・佐藤淳 |
| 2019年                                                                                 | 時間の倉庫 旧本庄商業銀行煉瓦倉庫                                          | 福島加津也・新谷眞人・山田俊亮・中谷礼仁・本橋仁 |
| 2019年                                                                                 | 大屋根の棲家                                                               | 松山将勝 |
| 2018年                                                                                 | オーディオテクニカ本社                                                     | 赤坂喜顕・鈴木重則 |
| 2018年                                                                                 | あぶくま更生園                                                             | 宇野享・佐々木司・藤尾篤・松田雄二・渡辺忍 |
| 2018年                                                                                 | 日本基督教団真駒内教会                                                     | 加藤誠・菊池規雄（アトリエブンク） |
| 2018年                                                                                 | 太子町新庁舎太子の環                                                       | 坂本昭 |
| 2018年                                                                                 | ヤマノイエ                                                                 | 津野恵美子・松岡佑樹 |
| 2018年                                                                                 | TSURUMI こどもホスピス                                                     | 出口亮・片瀬順一・麻田北斗（大成建設設計部） |
| 2018年                                                                                 | 東松山農産物直売所                                                         | 馬場兼伸・江泉光哲・金井直 |
| 2018年                                                                                 | 立山の家                                                                   | 原田真宏・原田麻魚（MOUNTFUJIARCHITECTSSTUDIO代表） |
| 2018年                                                                                 | 裏庭の家                                                                   | 松岡聡・田村裕希 |
| 2018年                                                                                 | フクマスベース／福増幼稚園新館                                             | 吉村靖孝 |
| 2018年                                                                                 | 緑が丘のコーポラティブハウス                                               | 若松均 |
| 2017年                                                                                 | 八丈町庁舎・多目的ホール/おじゃれ                                          | 新居千秋 |
| 2017年                                                                                 | 早稲田大学高等学院（体育館棟・講堂棟・普通教室棟）                         | 飯島敦義・土屋潔（日建設計） |
| 2017年                                                                                 | 七ヶ浜町立七ヶ浜中学校                                                     | 乾久美子 |
| 2017年                                                                                 | 風の街みやびら                                                             | 宇野享・良知康晴・平野勝雅・藤尾篤 |
| 2017年                                                                                 | ROKIGlobalInnovationCenter-ROGIC-                                          | 小堀哲夫 |
| 2017年                                                                                 | HutAO                                                                      | 坂本一成・久野靖広・竹田真志・小滝健司（アトリエ・アンド・アイ坂本一成研究室） |
| 2017年                                                                                 | 春日の住宅                                                                 | 末廣香織・末廣宣子・桝田洋子・伊藤佳寿子 |
| 2017年                                                                                 | はじまりの美術館                                                           | 竹原義二 |
| 2017年                                                                                 | 工学院大学125周年記念総合教育棟                                            | 千葉学 |
| 2017年                                                                                 | 海辺の家                                                                   | 原田真宏・原田麻魚（MOUNTFUJIARCHITECTSSTUDIO） |
| 2017年                                                                                 | 喜多方市新本庁舎                                                           | 古谷誠章・杉下浩平・八木佐千子・新谷眞人 |
| 2017年                                                                                 | Onthewater                                                                 | 山梨知彦・恩田聡・青柳創（日建設計） |
| 2016年                                                                                 | 新潟市秋葉区文化会館                                                       | 新居千秋 |
| 2016年                                                                                 | 東京都庭園美術館                                                           | 安東直・前田芳伸・川東智暢・大石昌（久米設計） |
| 2016年                                                                                 | ザ・リッツ・カールトン京都                                                 | 大谷弘明 |
| 2016年                                                                                 | はあと保育園                                                               | 大野秀敏・江口英樹・山本真也 |
| 2016年                                                                                 | 竹中大工道具館新館                                                         | 小幡剛也・須賀定邦・中西 正佳 |
| 2016年                                                                                 | 地域性のなかの住宅                                                         | 北山恒 |
| 2016年                                                                                 | BWTあすとぴあ工場                                                          | 小嶋一浩・赤松佳珠子 |
| 2016年                                                                                 | 大多喜町役場                                                               | 千葉学 |
| 2016年                                                                                 | チャイルド・ケモ・ハウス                                                   | 手塚貴晴・手塚由比・大野博史 |
| 2016年                                                                                 | 江の島 湘南港ヨットハウス                                                  | 西田勝彦 |
| 2016年                                                                                 | 上田市交流文化芸術センター・上田市立美術館（サントミューゼ）               | 柳澤孝彦 |
| 2016年                                                                                 | 桐朋学園大学音楽学部調布キャンパス1号館                                    | 山梨知彦・羽鳥達也・笹山恭代・石原嘉人（日建設計） |
| 2015年                                                                                 | 尾鷲市立尾鷲小学校                                                         | 伊藤恭行・佐々木司・藤尾篤 |
| 2015年                                                                                 | 共愛学園前橋国際大学4号館 KYOAI COMMONS                                    | 乾久美子 |
| 2015年                                                                                 | 大山の小屋                                                                 | 大角雄三 |
| 2015年                                                                                 | 猪苗代のギャラリー                                                         | 柴﨑恭秀 |
| 2015年                                                                                 | 大阪木材仲買会館                                                           | 白波瀬智幸・興津俊宏 |
| 2015年                                                                                 | 行橋の住宅                                                                 | 末廣香織・末廣宣子・桝田洋子 |
| 2015年                                                                                 | 文京区立森鷗外記念館                                                       | 陶器二三雄 |
| 2015年                                                                                 | 録museum                                                                   | 中村拓志 |
| 2015年                                                                                 | 群馬県農業技術センター                                                     | 日野雅司・栃澤麻利・安原幹 |
| 2015年                                                                                 | 山鹿市立鹿北小学校                                                         | 古谷誠章・山室昌敬・稲山正弘・八木佐千子・杉下浩平・森田祥子 |
| 2015年                                                                                 | 八海山雪室                                                                 | 星野時彦 |
| 2015年                                                                                 | 金沢海みらい図書館                                                         | 堀場弘・工藤和美・新谷眞人・高間三郎 |
| 2014年                                                                                 | 高志の国文学館                                                             | 伊藤恭行(シーラカンスアンドアソシエイツ/名古屋市立大学教授) |
| 2014年                                                                                 | 帝京大学小学校                                                             | 隈研吾(東京大学教授)/小泉治・藤田雅義・中野洋輔(日本設計) |
| 2014年                                                                                 | 清水建設本社                                                               | 見城辰哉(清水建設) |
| 2014年                                                                                 | 柿畑のサンクン・ハウス                                                     | 小嶋一浩(シーラカンスアンドアソシエイツ/横浜国立大学教授)・赤松佳珠子(シーラカンスアンドアソシエイツ/法政大学教授)                                                                                       |
| 2014年                                                                                 | 北海道工業大学体育館“HIT ARENA”                                            | 佐藤孝(北海道科学大学教授)/芳川朝彦(a-plus芳川朝彦建築設計室)/種田俊二(清水建設) |
| 2014年                                                                                 | さざなみの森                                                               | 竹原義二(無有建築工房) |
| 2014年                                                                                 | 東京工業大学環境エネルギーイノベーション棟                                 | 塚本由晴(東京工業大学准教授) ・竹内徹(東京工業大学教授) ・伊原学(東京工業大学准教授)/福田卓司・平山浩樹・讃井章(日本設計)                                                                                |
| 2014年                                                                                 | 竹の会所                                                                   | 陶器浩一(滋賀県立大学教授)/髙橋和志(髙橋工業)/永井拓生(滋賀県立大学助教) |
| 2014年                                                                                 | 神戸国際中学校・高等学校 河野記念アルモニホール                            | 中西正佳・福垣哲朗(竹中工務店) |
| 2014年                                                                                 | 実践学園中学・高等学校 自由学習館                                          | 古谷誠章(早稲田大学教授/NASCA)・八木佐千子(NASCA)/新谷眞人(オーク構造設計)/高間三郎(科学応用冷暖研究所)                                                                                                  |
| 2014年                                                                                 | NBF大崎ビル(旧ソニーシティ大崎)                                            | 山梨知彦・羽鳥達也・石原嘉人(日建設計)/川島範久(東京工業大学助教) |
| 2014年                                                                                 | 中川政七商店新社屋                                                         | 吉村靖孝(吉村靖孝建築設計事務所) |
| 2013年                                                                                 | 狭山ひかり幼稚園                                                           | 安宅研太郎(アタカケンタロウ建築計画事務所) |
| 2013年                                                                                 | 諫早市こどもの城                                                           | 池田剛(池田設計)/千葉学(東京大学准教授/千葉学建築計画事務所) |
| 2013年                                                                                 | ちよだの森歯科診療所                                                       | 小川博央(小川博央建築都市設計事務所)/萬田隆(tmsd萬田隆構造設計事務所代表/大阪産業大学特任教授) |
| 2013年                                                                                 | 長楽寺禅堂                                                                 | 桑原裕彰・葛和久・佐藤忠明・阿部克紀(竹中工務店) |
| 2013年                                                                                 | 宇土市立宇土小学校                                                         | 小嶋一浩・赤松佳珠子・山雄和真(シーラカンスアンドアソシエイツ)/新谷眞人(オーク構造設計) |
| 2013年                                                                                 | つくば建築試験研究センター試験研究本館                                     | 小玉祐一郎(神戸芸術工科大学教授/エステック計画研究所) |
| 2013年                                                                                 | 鶴岡まちなかキネマ                                                         | 高谷時彦(設計・計画高谷時彦事務所) |
| 2013年                                                                                 | Ring Around a Tree                                                         | 手塚貴晴・手塚由比(手塚建築研究所)/大野博史(オーノJAPAN) |
| 2013年                                                                                 | アトリエ・ビスクドール                                                     | 前田圭介(UID) |
| 2013年                                                                                 | 東京工業大学附属図書館                                                     | 安田幸一(東京工業大学教授/安田アトリエ)/竹内徹(東京工業大学教授)/鳴海雅人・山口健児(佐藤総合計画)/廣野雄太(藤江和子アトリエ)                                                                             |
| 2013年                                                                                 | ホキ美術館                                                                 | 山梨知彦・中本太郎・鈴木隆・矢野雅規(日建設計) |
| 2013年                                                                                 | GC Corporate Center                                                        | 米田浩二・杉岡正敏(鹿島建設)/谷口吉生(谷口建築設計研究所) |
| 2012年                                                                                 | 祐天寺の連結住棟                                                           | 北山恒 |
| 2012年                                                                                 | 長岡市子育ての駅千秋「てくてく」＋千秋が原南公園＋信濃川桜づつみ遊歩道     | 木村博幸・山下秀之・江尻憲泰 |
| 2012年                                                                                 | 下関市川棚温泉交流センター                                                 | 隈研吾 |
| 2012年                                                                                 | 加古川のオフィス                                                           | 坂本昭 |
| 2012年                                                                                 | 3331 Arts Chiyoda                                                          | 佐藤慎也・古澤大輔・馬場兼伸・黒川泰孝 |
| 2012年                                                                                 | 大川の家                                                                   | 竹原義二 |
| 2012年                                                                                 | 七沢希望の丘初等学校                                                       | 中村勉 |
| 2012年                                                                                 | 立川市庁舎                                                                 | 野沢正光・和田直 |
| 2012年                                                                                 | 小布施町立図書館まちとしょテラソ                                           | 古谷誠章・新谷眞人・高間三郎・八木佐千子 |
| 2012年                                                                                 | 澄心寺庫裏                                                                 | 宮本佳明 |
| 2012年                                                                                 | えんぱーく（塩尻市市民交流センター）                                       | 柳澤潤 |
| 2012年                                                                                 | 長楽寺納骨堂                                                               | 山本良介 |
| 2011年                                                                                 | 大船渡市民文化会館・市立図書館／リアスホール                               | 新居千秋 |
| 2011年                                                                                 | 幕張インターナショナルスクール                                             | 宇野享・赤松佳珠子・小嶋一浩・伊藤恭行・中田捷夫・高間三郎・柳澤要 |
| 2011年                                                                                 | 長野県稲荷山養護学校                                                       | 北川原温 |
| 2011年                                                                                 | 世界遺産 熊野本宮館                                                        | 香山壽夫 |
| 2011年                                                                                 | 芦北町 地域資源活用総合交流促進施設                                        | 高橋寛・高橋晶子・佐藤淳 |
| 2011年                                                                                 | 十和田市現代美術館                                                         | 西沢立衛 |
| 2011年                                                                                 | 岩見沢複合駅舎                                                             | 西村浩 |
| 2011年                                                                                 | 高崎市立桜山小学校                                                         | 古谷誠章・八木佐千子 |
| 2011年                                                                                 | 森×hako                                                                    | 前田圭介 |
| 2011年                                                                                 | シャノアール研修センター                                                   | 益子義弘・安宅研太郎 |
| 2011年                                                                                 | 木材会館                                                                   | 山梨知彦・勝矢武之 |
| 2011年                                                                                 | Nowhere but Sajima                                                         | 吉村靖孝 |
| 2010年                                                                                 | HOUSE YK／ISLANDS                                                          | 赤松佳珠子・佐藤淳 |
| 2010年                                                                                 | 相模女子大学 体育館                                                        | 淺石優・米澤彰子 |
| 2010年                                                                                 | ハラ ミュージアム アーク                                                   | 磯崎新・小菅克己・野島秀仁 |
| 2010年                                                                                 | 福山市まなびの館 ローズコム（福山市中央図書館・福山市生涯学習プラザ）      | 江副敏史・喜多主税・萩森薫 |
| 2010年                                                                                 | YKK健康管理センター                                                        | 大野秀敏・吉田明弘 |
| 2010年                                                                                 | 日本工業大学百年記念館／ライブラリー＆コミュニケーションセンター           | 小川次郎 |
| 2010年                                                                                 | 糸魚小学校                                                                 | 加藤誠・金箱温春・鈴木大隆 |
| 2010年                                                                                 | 東京大学弥生講堂アネックス                                                 | 河野泰治 |
| 2010年                                                                                 | 水無瀬の別棟                                                               | 坂本一成・大内祥子・根本理恵 |
| 2010年                                                                                 | 代々木ゼミナール本部校 代ゼミタワーオベリスク                              | 芝山哲也・篠崎洋三・井内雅子・輿石秀人 |
| 2010年                                                                                 | 志井のクリニック                                                           | 末廣香織・末廣宣子・桝田洋子 |
| 2010年                                                                                 | 府中市立府中小学校・府中中学校“府中学園”                                   | 福田卓司・小泉治・藤田雅義・酒井夕佳・長澤悟 |
| 2009年                                                                                 | 菅野美術館                                                                 | 阿部仁史・新谷眞人 |
| 2009年                                                                                 | 大阪弁護士会館                                                             | 江副敏史 |
| 2009年                                                                                 | 黒松内中学校エコ改修(校舎棟)                                               | 加藤誠・金箱温春・鈴木大隆 |
| 2009年                                                                                 | 虎ノ門タワーズ                                                             | 北典夫・赤対清吾郎 |
| 2009年                                                                                 | さつき幼稚園                                                               | 工藤和美・堀場弘・岡村仁・高間三郎 |
| 2009年                                                                                 | 千葉市立美浜打瀬小学校                                                     | 小嶋一浩・赤松佳珠子・今川憲英・上野佳奈子・光本直人 |
| 2009年                                                                                 | 三重県立熊野古道センター                                                   | 戸尾任宏・梅沢良三 |
| 2009年                                                                                 | 東京音楽大学100周年記念本館                                                | 野口秀世・兒玉謙一郎・芝田義治 |
| 2009年                                                                                 | 沖縄県立博物館・美術館                                                     | 能勢修治 |
| 2009年                                                                                 | 東京工業大学緑が丘1号館レトロフィット                                      | 安田幸一・竹内徹 |
| 2009年                                                                                 | 北日本新聞 創造の森 越中座                                                 | 米田浩二・相原幸一 |
| 2008年                                                                                 | 龍谷大学大宮図書館                                                         | 赤木隆 |
| 2008年                                                                                 | 武蔵工業大学新建築学科棟#4                                                 | 岩﨑堅一 |
| 2008年                                                                                 | Gravitecture 大阪城                                                        | 遠藤秀平 |
| 2008年                                                                                 | 総合地球環境学研究所                                                       | 岡本隆・寺岡俊彦・久下武彦 |
| 2008年                                                                                 | egota house A                                                              | 坂本一成・遠藤康一・岡村航太・中井邦夫 |
| 2008年                                                                                 | 北海道薬科大学臨床講義棟C                                                  | 佐藤孝・芳川朝彦・東宮英明 ・芹澤智 |
| 2008年                                                                                 | 京都市本能特別養護老人ホーム・京都市立堀川高等学校本能学舎                 | 設楽貞樹・寺岡宏治・森雅章・奥貴人 |
| 2008年                                                                                 | 成増高等看護学校                                                           | 富永讓 |
| 2008年                                                                                 | 東洋ロキグローバル本社ビル                                                 | 平倉章二・山本茂義・小堀哲夫・三谷徹・戸田知佐 |
| 2008年                                                                                 | 坂井市立丸岡南中学校                                                       | 堀場弘・工藤和美・新谷眞人・長澤悟 |
| 2008年                                                                                 | ハーモニー団地                                                             | 松永安光 |
| 2008年                                                                                 | AGCモノづくり研修センター                                                  | 山口広嗣・宮下信顕・田中誓子 |
| 2007年                                                                                 | ぐんま国際アカデミー                                                       | 宇野享・小嶋一浩・赤松佳珠子・中田捷夫・高間三郎・上野淳・柳澤要 |
| 2007年                                                                                 | 兵庫県立芸術文化センター                                                   | 江副敏史・甲勝之 |
| 2007年                                                                                 | アシタノイエ                                                               | 小泉雅生・黒川泰孝 |
| 2007年                                                                                 | リーテム東京工場                                                           | 坂牛卓・中島壮・金箱温春 |
| 2007年                                                                                 | 竹中工務店東京本店新社屋                                                   | 菅順二・水野吉樹・伊藤宏樹 |
| 2007年                                                                                 | 松茂町第二体育館                                                           | 竹原義二 |
| 2007年                                                                                 | 長崎県美術館                                                               | 千鳥義典・隈研吾・古賀大・市丸貴裕 |
| 2007年                                                                                 | 大東文化大学板橋キャンパス                                                 | 中村勉・山本圭介・堀啓二 |
| 2007年                                                                                 | 茅野市民館                                                                 | 古谷誠章・八木佐千子・平野耕治・鹿野安司・三浦丈典 |
| 2007年                                                                                 | 横須賀市立横須賀総合高等学校                                               | 船越徹 |
| 2007年                                                                                 | マブチモーター株式会社本社棟                                               | 前田啓介・岩佐義久・増村昭二・大坪泰・栗原卓也 |
| 2006年                                                                                 |                                                                            | |
| 日本工業倶楽部会館・三菱UFJ信託銀行本店ビル                                            | 岩井光男・稲田達夫・狩野大和・佐藤和清・野村和宣・今枝亮一（三菱地所設計） | |
| 筑紫の丘斎場                                                                           | 遠藤秀平（遠藤秀平建築研究所）                                             | |
| モエレ沼公園ガラスのピラミッド                                                         | 川村純一・堀越英嗣・松岡拓公雄                                             | |
| 東京農業大学「食」と「農」の博物館                                                     | 隈研吾                                                                     | |
| 福野の家                                                                               | 濱田 修（濱田修建築研究所）                                                | |
| 鹿沢インフォメーションセンターと森の小径上信越高原国立公園鹿沢園地自然学習歩道施設整備 | 平倉直子                                                                   | |
| 中国木材名古屋事業所                                                                   | 福島加津也・冨永 祥子（福島加津也+冨永祥子建築設計事務所）                 | |
| 六花亭真駒内ホール                                                                     | 古市徹雄（古市徹雄都市建築研究所・千葉工業大学教授）                       | |
| 浄土宗長谷院                                                                           | 宮崎浩（プランツアソシエイツ）                                             | |
| 杉並の家                                                                               | 村上美奈子（計画工房主宰）                                                 | |
| 時事通信ビル                                                                           | 森島清太・北 典夫（鹿島建設）                                              | |
| 昭和町立押原小学校                                                                     | 山本健司・伊藤彰彦・木津潤平・長澤悟                                       | |
| 2005年                                                                                 |                                                                            | |
| 行燈旅館                                                                               | 入江正之（早稲田大学教授）                                                 | |
| 慈愛会奄美病院                                                                         | 川島克也・田中公康・松葉瀬忠夫                                             | |
| 国立長崎原爆死没者追悼平和祈念館                                                       | 栗生明（千葉大学教授）                                                     | |
| 高知・本山町の家                                                                       | 小玉祐一郎（神戸芸術工科大学教授）                                         | |
| 泉ガーデン                                                                             | 櫻井潔・慶伊道夫・野原文男・村田修（日建設計）                             | |
| 和歌の浦アート・キューブ                                                               | 下吹越武人（Ａ.Ａ.Ｅ.）                                                    | |
| 越後松之山「森の学校」キョロロ                                                         | 手塚貴晴・手塚由比・池田昌弘                                               | |
| 東京サンケイビル                                                                       | 萩原剛・中里嘉亨・酒向昇（竹中工務店）                                     | |
| 栃木県なかがわ水遊園おもしろ魚館                                                       | 古市徹雄（古市徹雄都市建築研究所）                                         | |
| 安曇野髙橋節郎記念美術館                                                               | 宮崎浩（プランツアソシエイツ）                                             | |
| 早稲田大学大学院情報生産システム研究科                                                 | 森浩・前田哲（日本設計）                                                   | |
| 2004年                                                                                 |                                                                            | |
| 相模女子大学100周年記念館マーガレットホール                                            | 淺石優・篠崎淳・米澤彰子（日本設計）                                       | |
| 公立刈田綜合病院                                                                       | 芦原太郎・北山恒・堀池秀人                                                 | |
| Apartment鶉                                                                            | 泉幸甫                                                                     | |
| くまもとアートポリス西合志町保健福祉センター（ふれあい館）                             | 今村雅樹・今川憲英                                                         | |
| ナチュラルスラット                                                                     | 遠藤政樹・池田昌弘                                                         | |
| 山口県立きららスポーツ交流公園多目的ドーム「きらら元気ドーム」                         | 岡村和典・千鳥義典・松本成樹・人見泰義・斎藤公男                           | |
| ビッグハート出雲                                                                       | 小嶋一浩・新谷眞人・高間三郎                                               | |
| 緒方町立緒方中学校                                                                     | 重村力・重村桂子・吉村雅夫・北條稔郎・早草晋                               | |
| 日本大学理工学部テクノプレース15                                                       | 坪山幸王・永池雅人                                                         | |
| 近藤内科病院                                                                           | 古谷誠章・八木佐千子・津野恵美子                                           | |
| ポーラ美術館                                                                           | 安田幸一・神成健（日建設計）                                               | |
| 福島県立郡山養護学校                                                                   | 渡部和生・山田邦彦                                                         | |